# Kleingebiet Gyál
Das Kleingebiet Gyál (ungarisch Gyáli kistérség) war bis Ende 2012 eine ungarische Verwaltungseinheit (LAU 1) im Süden des Komitats Pest in Mittelungarn. Im Norden grenzte das Kleingebiet an die ungarische Hauptstadt Budapest. Im Zuge der Verwaltungsreform Anfang 2013 gingen vier Gemeinden in den nachfolgenden Kreis Gyál (ungarisch Gyáli járás) über, nur die Großgemeinde Alsónémedi wurde dem Kreis Dabas zugeordnet.
Ende 2012 lebten auf einer Fläche von 286,54 km² 45.469 Einwohner. Die Bevölkerungsdichte lag mit 159 Einwohnern/km² unter der des Komitats.
Der Verwaltungssitz befand sich in der Stadt Gyál (22.709 Ew.), Ócsa (9.073 Ew.) besaß ebenso Stadtrechte. Die beiden Großgemeinden (ungarisch nagyközség) Alsónémedi und Bugyi hatten mehr als 5.000 Einwohner. 
Im Kleingebiet Gyál lebten im Jahr 2009 auf einer Fläche von 286,54 km² 45.944 Einwohner.

## Ortschaften
Die folgenden fünf Ortschaften gehörten zum Kleingebiet Gyál:
| Alsónémedi | Bugyi | Felsőpakony | Gyál | Ócsa |